# Pseudodipteros

plattegrond van een pseudodipteros

Een pseudodipteros is een oud-Griekse tempelvorm. Hierbij zijn de centrale ruimten van de tempel omgeven door zuilen. Tevens zijn tegen de wanden van de centrale ruimten van de tempel halve zuilen geplaatst.
Voorbeelden van een pseudodipteros zijn:
- Tempel van Messon op Lesbos
- Tempel van Aphrodite in Aphrodisias